# Синкамигото
Синкамигото (яп. 新上五島町 Синкамигото:-тё:) — посёлок в Японии, находящийся в уезде Минамимацуура префектуры Нагасаки. Площадь посёлка составляет 213,98 км², население — 20 158 человек (1 июля 2014), плотность населения — 94,21 чел./км².

## Географическое положение
Посёлок расположен на острове Гото в префектуре Нагасаки региона Кюсю. С ним граничат города Гото, Сайкай и посёлок Одзика.

## Население
Население посёлка составляет 20 158 человек (1 июля 2014), а плотность — 94,21 чел./км². Изменение численности населения с 1980 по 2005 годы:
| 1980 | 38 140 чел. |  |
| 1985 | 36 005 чел. |  |
| 1990 | 32 123 чел. |  |
| 1995 | 29 845 чел. |  |
| 2000 | 27 559 чел. |  |
| 2005 | 25 039 чел. |  |

## Символика
Деревом посёлка считается камелия, цветком — камелия, птицей — Zosterops japonicus.